# Тематический индекс цитирования
Тематический индекс цитирования (ТИЦ) — технология поисковой машины «Яндекс», заключающаяся в определении авторитетности интернет-ресурсов с учётом качественной характеристики — ссылок на них с других сайтов. ТИЦ рассчитывается по специально разработанному алгоритму, в котором особое значение придаётся тематической близости ресурса и ссылающихся на него сайтов. Данный показатель в первую очередь используется для определения порядка расположения ресурсов в рубриках каталога «Яндекса». Все ссылающиеся сайты обязательно должны быть проиндексированы Яндексом. При этом на соответствующих страницах каталога указываются лишь округлённые значения, которые помогают приблизительно ориентироваться в авторитетности ресурсов раздела.
ТИЦ определяется суммарным весом ссылающихся сайтов.
Не могут влиять на ТИЦ:
- сайты, где любой человек может поставить свою ссылку без ведома администратора ресурса,
- внутренние ссылки самого ресурса,
- сайты, расположенные на бесплатном хостинге. Исключение, если сайт находится в Яндекс. Каталоге.

ТИЦ имеет систему обновлений (пересчёта показателей), и обычно его обновление происходит один раз в 2—3 месяца.

## Прекращение использования
22 августа 2018 года Яндекс в своём блоге для вебмастеров заявил о прекращении со следующей недели расчёта и отображения ТИЦ на всех своих ресурсах и замене его новым показателем — индексом качества сайта (ИКС), учитывающим помимо ссылок и другие данные, что было сделано 31 августа. ИКС включает ТИЦ, но также придает значение и другим, новым показателям качества.